# Toots Hibbert
Frederick «Toots» Hibbert (May Pen, Clarendon, 8 de diciembre de 1942-Kingston, 12 de septiembre de 2020) fue un músico de ska y reggae y cantante y líder de la mítica banda Toots & The Maytals. 
Contribuyó a la popularización del reggae a partir de canciones como «Pressure Drop», «Monkey Man» y  «Funky Kingston».

## Biografía
Nació en May Pen (Jamaica) pero fue a Kingston cuando era un adolescente a principios de los 60. Ya en la capital jamaicana conoció a Raleigh Gordon y Jerry Matthias, con los que formó el trío vocal The Maytals.
Compuso su primera canción, «Hallelujah», en 1962, y con The Maytals sacaron el primer disco, I’ll Never Grow Old, en 1964.
En 1966 ganó el Jamaica Festival Song Contest con la canción Bam Bam. Semanas después fue encarcelado por posesión de marihuana y pasó doce meses encerrado. En este hecho se inspiró para componer una de sus canciones más emblemáticas: 54-46 That's my number, que alude a su tiempo en prisión. Contrariamente a lo que muchos creen 54-46 no era el número de prisionero de Toots. Por el contrario, mientras estuvo preso pudo utilizar su propia ropa y hasta utilizar una guitarra para componer y cantar.
Tiene acreditada la creación de la palabra «reggae», por la canción «Do the reggay». Fue lanzada por la banda como un sencillo en 1968.
En 2004 editó True love, su último disco hasta la fecha, con el que ganó un premio Grammy y en el cual colaboraron numerosos artistas (No Doubt, Ben Harper...) para versionear sus temas más famosos.
En 2006, «Toots» realizó una versión de la canción Let Down, de Radiohead para el álbum de Easy Star All-Stars Radiodread, una versión en clave reggae de OK Computer). Este año también colaboró con Fermin Muguruza en la grabación de Euskal Herria Jamaika Clash, álbum que el músico vasco grabó en Jamaica.
Estuvo actuando con su banda Toots & The Maytals en giras mundiales hasta el 2020. El 28 de agosto de 2020 lanzó con su banda un último álbum titulado Got To Be Tough, luego de más de una década sin editar un disco.
Falleció días más tarde, el 12 de septiembre de 2020, producto del COVID-19 en Jamaica.

## Discografía
- Hallelujah (Jamaica Recording Studios, 1966)
- Sweet And Dandy (Beverley's, 1968)
- From the Roots (Trojan, 1973)
- Funky Kingston (Mango, 1973)
- Live at Reggae (Sunsplash' Mobile, 1975)
- In the Dark (Trojan, 1976)
- Reggae Got Soul (Mango, 1976)
- Funky Kingston (Trojan, 1976)
- Pass the Pipe (Mango, 1979)
- Just Like That (Mango, 1980)
- Live (EMI, 1980)
- Knock Out! (Mango, 1981)
- In Memphis (Island Records/Mango, 1988)
- Hour Live (Genes, 1997). Grabado en 1982.
- An Hour Live 'Straight from the Yard' (Dedicated to Robert Nesta Marley) (Sus, 1990)
- Sensational Ska (Jamaican Gold, 1995)
- Ska Father (Alla Son, 1998)
- Live in London (Trojan, 1999)
- Monkey Man (House Of, 1997)
- Bla. Bla. Bla. (Lagoon, 1993)
- Never Grow Old (Heartbeat, 1997)
- Recoup (Alla Son, 1997)
- True Love (V2, 2004)
- Roots Reggae (The Early Jamaican Albums) (Trojan 2005), Box Set con 6 CD.
- World Is Turning (XIII Bis, 2005)